# Rosoy-en-Multien
Rosoy-en-Multien település Franciaországban, Oise megyében. Lakosainak száma 605 fő (2022. január 1.). Rosoy-en-Multien Le Plessis-Placy, Vincy-Manœuvre, Acy-en-Multien, Boullarre, Étavigny, Rouvres-en-Multien és May-en-Multien községekkel határos.

## Népesség
A település népessége az elmúlt években az alábbi módon változott:
| Lakosok száma | 478  | 495  | 537  | 567  | 603  | 603  | 603  | 605  | 605  |
|               | 2013 | 2015 | 2016 | 2017 | 2018 | 2019 | 2020 | 2021 | 2022 |